# Celithemis elisa
Celithemis elisa е вид водно конче от семейство Libellulidae. Видът не е застрашен от изчезване.

## Разпространение
Разпространен е в Канада (Квебек, Нова Скотия, Ню Брънзуик, Онтарио и Остров Принц Едуард) и САЩ (Айова, Алабама, Арканзас, Вирджиния, Върмонт, Делауеър, Джорджия, Западна Вирджиния, Илинойс, Индиана, Канзас, Кентъки, Кънектикът, Луизиана, Масачузетс, Мейн, Мериленд, Минесота, Мисисипи, Мисури, Мичиган, Небраска, Ню Джърси, Ню Йорк, Ню Хампшър, Оклахома, Охайо, Пенсилвания, Род Айлънд, Северна Каролина, Тексас, Тенеси, Уисконсин, Флорида, Южна Каролина и Юта).

## Описание
Популацията на вида е стабилна.